# قرار مجلس الأمن التابع للأمم المتحدة رقم 1151

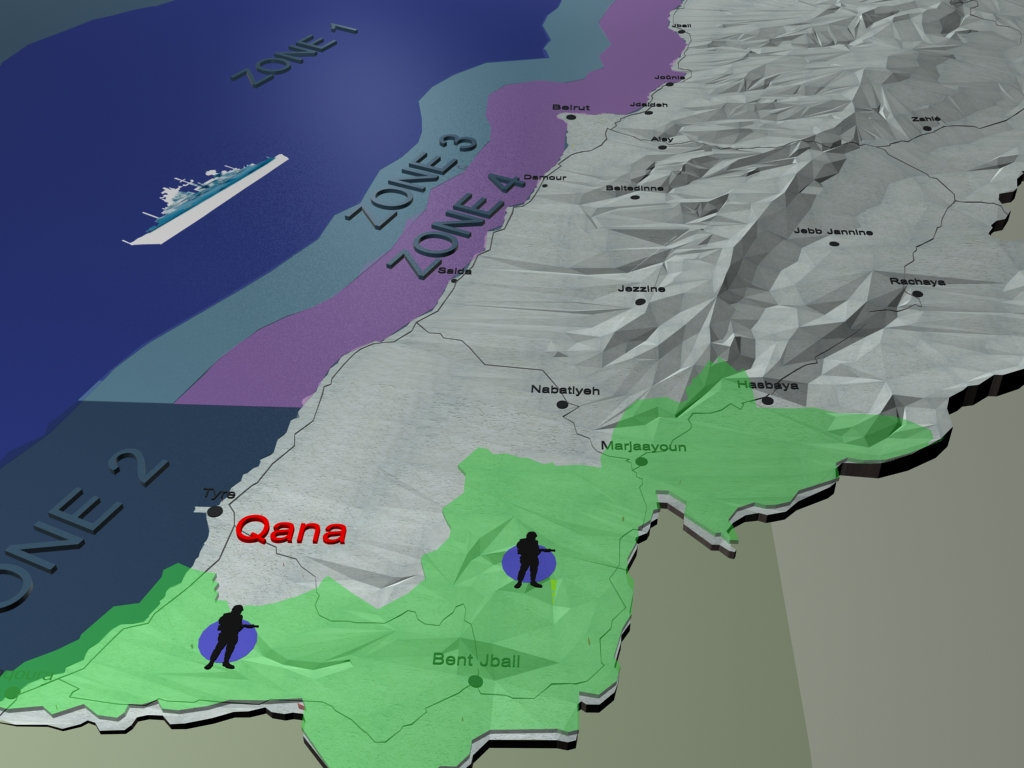
صورة توضيحية للأمم المتحدة

قرار مجلس الأمن التابع للأمم المتحدة رقم 1151، الذي اتخذ بالإجماع في 30 يناير 1998، بعد التذكير بالقرارات السابقة بشأن إسرائيل ولبنان بما في ذلك 501 (1982) و 508 (1982) و 509 (1982) و 520 (1982) بالإضافة إلى دراسة التقرير من قبل الأمين العام لقوة الأمم المتحدة المؤقتة في لبنان (اليونيفيل) المعتمدة في 426 (1978)، قرر المجلس تمديد ولاية اليونيفيل لستة أشهر أخرى حتى 31 تموز / يوليو 1998.
ثم أعاد المجلس التأكيد على ولاية القوة وطلب إلى الأمين العام مواصلة المفاوضات مع حكومة لبنان والأطراف المعنية الأخرى فيما يتعلق بتنفيذ القرارين 425 (1978) و 426 (1978) وتقديم تقرير عن ذلك.
وقد تم إدانة جميع أعمال العنف ضد اليونيفيل وحثت الأطراف على وضع حد للهجمات على القوة. وقد أفاد الأمين العام كوفي عنان أن التوتر ازداد في المنطقة، حيث بلغ عدد الضحايا 34 ضحية مقابل 9 في الفترة المشمولة بالتقرير السابق؛ كما سجلت 249 عملية أو هجوما ضد الجيش الإسرائيلي وجيش جنوب لبنان. تم تشجيع المزيد من الكفاءات بشرط ألا تؤثر على القدرة التشغيلية للعملية.

## روابط خارجية
- نص القرار في undocs.org